# I. e. 317
Évszázadok: i. e. 5. század – i. e. 4. század – i. e. 3. század
Évtizedek: i. e. 360-as évek – i. e. 350-es évek – i. e. 340-es évek – i. e. 330-as évek – i. e. 320-as évek – i. e. 310-es évek – i. e. 300-as évek – i. e. 290-es évek – i. e. 280-as évek – i. e. 270-es évek – i. e. 260-as évek
Évek: i. e. 322 – i. e. 321 – i. e. 320 – i. e. 319 –  i. e. 318 – i. e. 317 – i. e. 316 – i. e. 315 – i. e. 314 – i. e. 313 – i. e. 312

## Események

### Makedón Birodalom
- Szeleukosz csatlakozik Antigonoszhoz az Eumenész elleni harcban és visszafoglalja Babilont. Antigonosz és Eumenész összecsapnak a paraitakénéi csatában a mai Iszfahán mellett, de egyikük sem ér el döntő győzelmet. A csatában először fordul elő, hogy európai hadseregek mindkét oldalon alkalmazzanak harci elefántokat.
- Örményország perzsa szatrapája, Ardvatész felszabadítja az országot a makedón uralom alól.
- Görögországban Kasszandrosz elfoglalja Athént Polüperkhóntól és Phaléroni Démétrioszt bízza meg a város kormányzásával.
- Polüperkhón tengernagya, Fehér Kleitosz Büzantionnál győzelmet arat Antigonosz és Kasszandrosz flottája fölött, de ezután óvatlanná válik és ellenségei rajtaütnek. Kleitosz Trákiába menekül, ahol Lüszimakhosz katonái megölik.
- Polüperkhón sikertelenül ostromolja Megalopoliszt. Néhány hónappal később Kasszandrosz elől Épeiroszba menekül, ahol csatlakozik Nagy Sándor anyjához (Olümpiaszhoz), özvegyéhez (Rhóxanéhoz) és gyerekkorú fiához (IV. Alexandroszhoz)
- Míg Kasszandrosz a Peloponnészoszon hadakozik, Olümpiasz sereggel betör Makedóniába és mivel a makedónok nem hajlandóak Nagy Sándor anyja ellen harcolni, elfogja a gyengeelméjű III. Philipposzt, feleségét Eurüdikét, valamint Kasszandrosz fivérét, Nikanórt. Olümpiasz mindannyiukat meggyilkoltatja.
- Ptolemaiosz második feleségévé teszi első felesége (Eurüdiké) udvarhölgyét, Berenikét.

### Itália
- a szicíliai Szürakuszaiban Agathoklész veszi át hatalmat, akit korábban kétszer száműztek. Ebben az évben zsoldossereggel tér vissza és lemészároltatja vagy száműzi a város 600 oligarcháját. A szegény polgárok körében népszerűvé válik, amikor eltörli adósságaikat és szétosztja közöttük a gazdagok földjeit.
- Rómában Caius Iunius Bubulcus Brutust és Quintus Aemilius Barbulát választják consulnak. Az apuliai Teate meghódol Rómának és vállalja, hogy a többi apuliai várost is ráveszi a békekötésre. Forentumot Iunius ostrommal foglalja el, míg Aemilius Lucaniában rohammal veszi be Nerulumot.[1]

## Kultúra
- Athénban Démétriosz betiltja a túlságos díszes síremlékek állítását.
- Az athéni Lénaia fesztivált Menandrosz nyeri Düszkolosz (A mogorva) c. komédiájával

## Halálozások
- III. Philipposz makedón király
- Eurüdiké makedón királyné
- Fehér Kleitosz, makedón hadvezér

## Fordítás
- Ez a szócikk részben vagy egészben  a(z)   317 BC című angol Wikipédia-szócikk ezen változatának fordításán alapul.  Az eredeti cikk szerkesztőit annak laptörténete sorolja fel. Ez a jelzés csupán a megfogalmazás eredetét és a szerzői jogokat jelzi, nem szolgál a cikkben szereplő információk forrásmegjelöléseként.